# Варсонофий (Столяр)
Митрополит Варсоно́фий (укр. Митрополит Варсонофій; в миру Василий Петрович Столяр,укр. Василь Петрович Столяр; род. 1 августа 1972, Ладыжин, Винницкая область) — епископ Украинской православной церкви митрополит Винницкий и Барский.

## Биография
Родился 1 августа 1972 года в городе Ладыжине Тростянецкого района Винницкой области в семье рабочих. Родители, как отметил сам епископ Варсонофий, «мудро вложили в меня зерно веры, любовь к Церкви, интерес к Священному Писанию, любовь к духовным традициям. Они были моими первыми наставниками в добросовестном отношении к труду, почитании старших, рассудительности и преодолении жизненных трудностей».
В 1979 году поступил в Лукашевскую восьмилетнюю общеобразовательную школу, которую окончил в 1987 году с письмом-благодарностью за отличную учёбу и примерное поведение. В 1987 году поступил в Одесское высшее училище метрологии и качества, которое окончил в 1991 году, получив средне-специальное образование и профессию техник-метролог радиотехнических измерений.
С 1991 по 1993 годы проходил военную службу в рядах Вооружённых сил Украины. Проходил военную службу в Черновцах, где окормлялся у епископа Черновицкого и Буковинского Онуфрия (Березовского), который повлиял на его выбор стать священником.
В 1993 году поступил в Киевскую духовную семинарию.
3 ноября 1996 года за литургией в Трапезном храме в честь преподобных Антония и Феодосия Печерских митрополитом Киевским и всея Украины Владимиром (Сабоданом) был пострижен во чтеца.
В 1997 году окончил Киевскую духовную семинарию и поступил в Киевскую духовную академию, которую окончил в 2001 году.
28 ноября 1998 года написал прошение на вступление в число братии Свято-Успенской Киево-Печерской лавры и был зачислен в неё послушником.
24 декабря 1998 года в Крестовоздвиженском храме Киево-Печерской лавры её наместником епископом Вышгородским Павлом (Лебедем) был пострижен в рясофор с именем Варсонофий в честь Варсонофия Великого.
С 1998 до 1999 год нёс послушание рухлядного монастыря. В 1999 году был назначен келарем.
17 января 1999 года в Трапезном храме Киево-Печерской лавры епископом Вышгородским Павлом (Лебедем) был рукоположён в сан иеродиакона. 1 апреля в храме во имя преподобного Антония в Ближних пещерах Киево-Печерской лавры её наместником епископом Вышгородским Павлом был пострижен в мантию с оставлением имени Варсонофий. 7 апреля в Трапезном храме Киево-Печерской лавры митрополитом Киевским и всея Украины Владимиром (Сабоданом) был рукоположён в сан иеромонаха.
5 февраля 2001 года Духовным собором Свято-Успенской Киево-Печерской лавры был избран членом Духовного собора и назначен на послушание казначея Киево-Печерской лавры. 7 апреля в Трапезном храме Киево-Печерской Лавры митрополитом Киевским Владимиром был возведён в сан игумена.
14 марта 2004 года митрополитом Киевским Владимиром (Сабоданом) возведён в сан архимандрита.
27 апреля 2009 года митрополитом Киевским Владимиром (Сабоданом) к дню Святой Пасхи награждён вторым крестом с украшениями.
8 июля 2011 года был участником Собора Украинской православной церкви от Киевской епархии.
26 января 2012 года решением Священного синода Украинской православной церкви включён в состав комиссии по организации проведения мероприятий по случаю 20 й годовщины исторического Харьковского Архиерейского собора Украинской православной церкви и 20-летия пребывания на Киевской кафедре предстоятеля Украинской православной церкви митрополита Киевского и всея Украины Владимира.
25 августа 2012 года решением Священного синода Украинской православной церкви избран епископом Бородянским, викарием Киевской митрополии. 27 августа в храме в честь Всех святых Пантелеимоновского женского монастыря в Феофании состоялось наречение архимандрита Варсонофия во епископа Бородянского, которое возглавил митрополит Киевский и всея Украины Владимир. 28 августа в Трапезном храме Киево-Печерской лавры хиротонисан во епископа Бородянского, викария Киевской епархии. Хиротонию совершили: митрополит Киевский и всея Украины Владимир (Сабодан), митрополит Вышгородский и Чернобыльский Павел (Лебедь), архиепископ Бориспольский Антоний (Паканич), архиепископ Яготинский Серафим (Демьянов), архиепископ Переяслав-Хмельницкий и Вишневский Александр (Драбинко), епископы Макаровский Иларий (Шишковский), Васильковский Пантелеимон (Поворознюк), Броварской Феодосий (Снигирёв), Обуховский Иона (Черепанов), Ирпенский Климент (Вечеря).
25 октября 2012 года указом митрополита Владимира назначен председателем приходского совета религиозной общины кафедрального собора в честь Воскресения Христова и руководителем строительства кафедрального собора.
26 марта 2013 года указом митрополита Владимира назначен ключарём строящегося в Киеве собора Воскресения Христова.
27 марта 2013 года указом митрополита Владимира назначен временно исполняющим обязанности председателя административно-хозяйственного управления УПЦ, 25 апреля решением Священного синода Украинской православной церкви — председателем этого управления.
25 сентября 2013 года указом митрополита Владимира назначен на должность управляющего Бородянским викариатством Киевской епархии Украинской православной церкви.
14 мая 2015 года указом митрополита Киевского и всея Украины Онуфрия назначен на должность настоятеля храма Всех святых при строящемся комплексе кафедрального собора Украинской православной церкви в честь Воскресения Христова.
4 января 2018 года распоряжением митрополита Онуфрия по Киевской епархии УПЦ № 0013 назначен управляющим Центральным викариатством в составе Второго Шевченковского, Первого Шевченковского и Печерского благочиний города Киева.
17 августа 2018 года в Успенском соборе Свято-Успенской Киево-Печерской лавры митрополитом Киевским и всея Украины Онуфрием (Березовским) возведён в сан архиепископа.
17 декабря 2018 года ввиду перехода митрополита Винницкого Симеона (Шостацкого) в созданную 15 декабря Православную церковь Украины Священный синод Украинской православной церкви запретил его в священнослужении и назначил архиепископа Варсонофия на Винницкую кафедру. При этом епархия лишилась Спасо-Преображенского кафедрального собора и здания епархиального управления, архиепископу Варсонофию пришлось принимать посетителей в крестильне, а позже — в классе воскресной школы. В январе 2019 года отмечалось: «Рабочая территория владыки Варсонофия мало похожа на привычную обстановку большинства епархиальных управлений, где царят размеренность и официальность. В Крестовоздвиженском „коридоры епархиальной власти“ напоминают штаб в состоянии высокой активности. Священники, миряне — очередь к правящему архиерею не прекращается. Заходят группами и по одному, выходят, опять заходят. То и дело звучат радостные приветствия. В ожидании встречи с владыкой ведутся тихие обсуждения, видно, что происходит постоянный обмен информацией».
17 августа 2019 года в Успенском соборе Киево-Печерской лавры митрополитом Киевским и всея Украины Онуфрием (Березовским) возведён в сан митрополита.

## Награды
- наперсный крест (21 ноября 2000, награждён Митрополитом Киевским и всея Украины Владимиром)
- юбилейный орден «Рождество Христово-2000» II степени (2000, Украинская Православная Церковь)
- крест с украшениями (21 ноября 2002, награждён Митрополитом Киевским и всея Украины Владимиром)
- орден преподобных Антония и Феодосия Печерских II степени (17 августа 2017, награжден Митрополитом Киевским и всея Украины Онуфрием)

## Фотогалерея

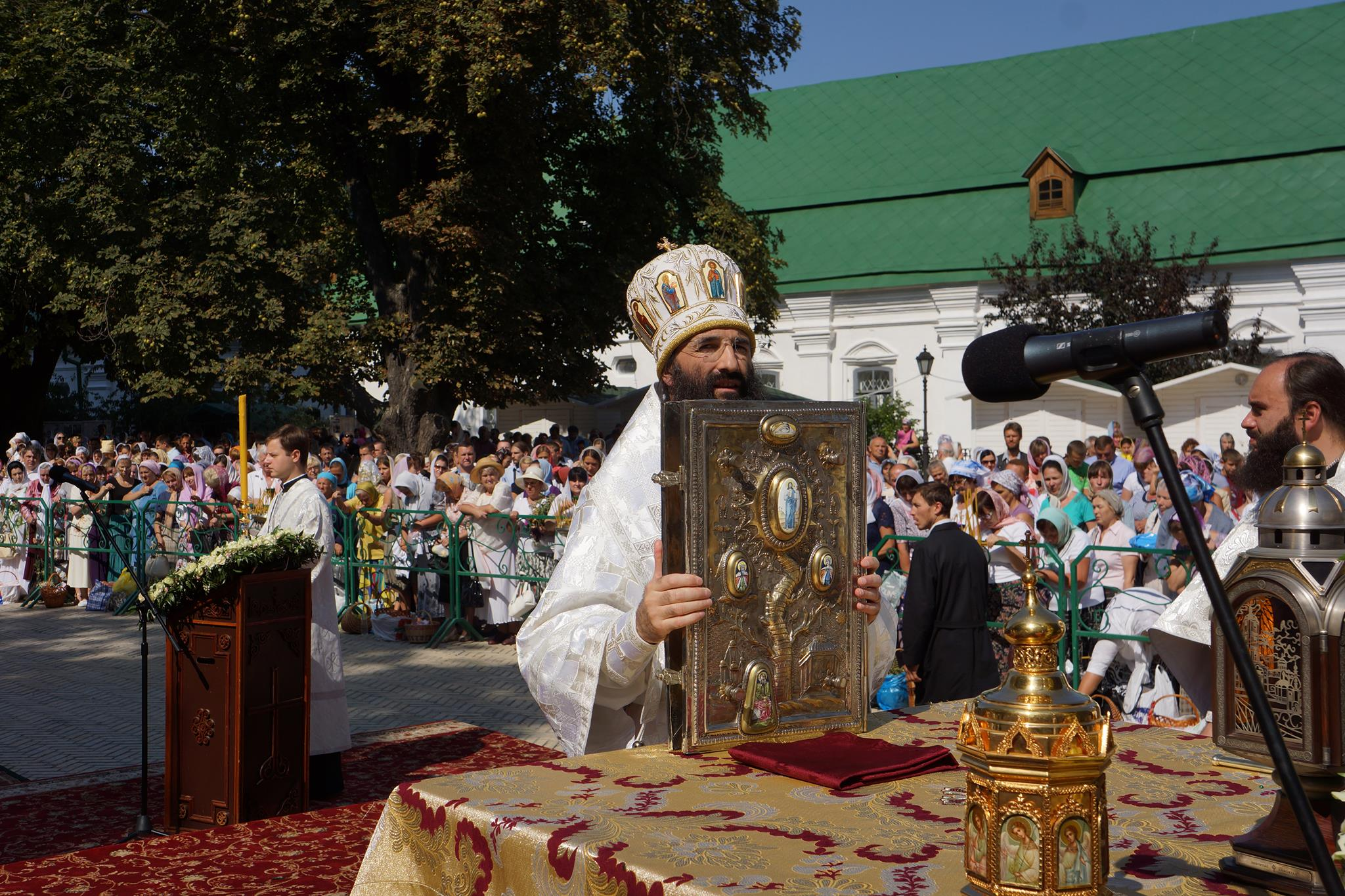
Епископ Бородянский Варсонофий. Киево-Печерская Лавра
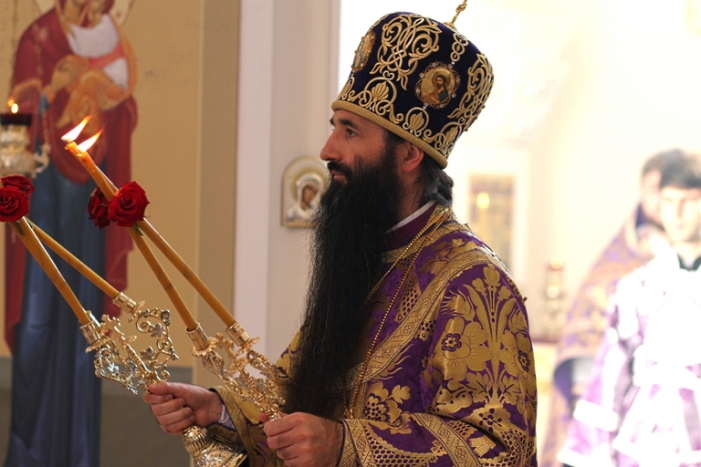
Епископ Варсонофий. Благословение верующих
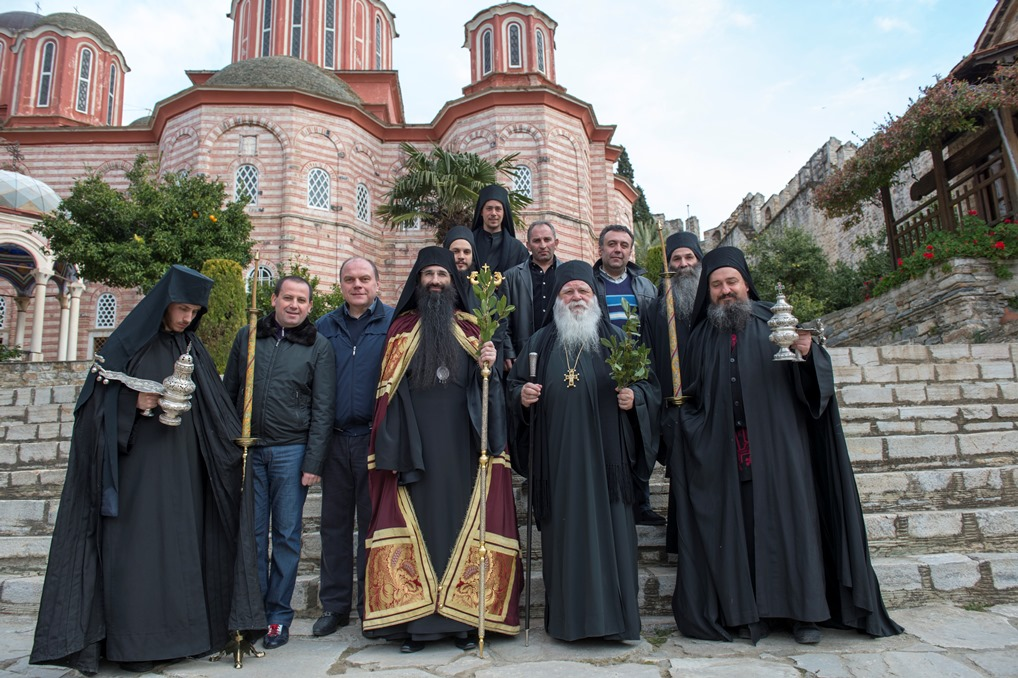
Афон. Епископ Бородянский Варсонофий